# Episodi di Furia (terza stagione)
La terza stagione della serie televisiva Furia è stata trasmessa in anteprima negli Stati Uniti d'America dalla NBC tra il 12 ottobre 1957 e il 5 aprile 1958.
| nº | Titolo originale           | Titolo italiano        | Prima TV USA     | Prima TV Italia |
| -- | -------------------------- | ---------------------- | ---------------- | --------------- |
| 1  | Fire Prevention Week       |                        | 12 ottobre 1957  |                 |
| 2  | The Racers                 |                        | 19 ottobre 1957  |                 |
| 3  | Community Chest            |                        | 26 ottobre 1957  |                 |
| 4  | Mercy Flight               |                        | 2 novembre 1957  |                 |
| 5  | The Renegade               |                        | 9 novembre 1957  |                 |
| 6  | Pee Wee Grows Up           |                        | 16 novembre 1957 |                 |
| 7  | The Fourth Estaters        |                        | 23 novembre 1957 |                 |
| 8  | The Tornado                |                        | 30 novembre 1957 |                 |
| 9  | The Pinto Stallion         |                        | 7 dicembre 1957  |                 |
| 10 | Bike Road-eo               |                        | 14 dicembre 1957 |                 |
| 11 | The Wayfarer               |                        | 21 dicembre 1957 |                 |
| 12 | One Thousand Dollar Reward |                        | 28 dicembre 1957 |                 |
| 13 | Operation CD               |                        | 4 gennaio 1958   |                 |
| 14 | The Break-Up               |                        | 11 gennaio 1958  |                 |
| 15 | Joey's First Crush         |                        | 18 gennaio 1958  |                 |
| 16 | Pee Wee's Problem          |                        | 25 gennaio 1958  |                 |
| 17 | The Lost Herd              |                        | 1º febbraio 1958 |                 |
| 18 | The Baby Sitters           | Un padre per Mark      | 8 febbraio 1958  |                 |
| 19 | The Horse Nobody Wanted    | Orazio cavallo vecchio | 15 febbraio 1958 |                 |
| 20 | The Bounty Hunters         |                        | 22 febbraio 1958 |                 |
| 21 | The Meanest Man            |                        | 1º marzo 1958    |                 |
| 22 | A Fish Story               | Una pesca eccezionale  | 8 marzo 1958     |                 |
| 23 | Rogues and Squires         |                        | 15 marzo 1958    |                 |
| 24 | Robbers' Roost             |                        | 22 marzo 1958    |                 |
| 25 | Second Chance              |                        | 29 marzo 1958    |                 |
| 26 | The Claim Jumpers          | Concorso fotografico   | 5 aprile 1958    |                 |